# Grundschule Sülfeld
Die Grundschule Sülfeld ist eine öffentliche, allgemein bildende und offene Ganztagsschule in Sülfeld, einem Ortsteil der kreisfreien Stadt Wolfsburg.

## Schülerzahlen
2023 wurde die Grundschule von 166 Schülern der Klassen 1–4 besucht. Die Schüleranzahl ist bis dahin kontinuierlich gestiegen. Waren es 2015 noch unter 100 Schüler, erhöhte sich die Schülerzahl seitdem beständig, sodass die Stadt Wolfsburg in den Jahren ab 2023 mit einer vollständigen Auslastung von zwei Zügen, d. h. zwei Klassen pro Jahrgang, ausgeht. Der starke Anstieg der Schülerzahlen lässt sich auf die Erschließung neuer Baugebiete in den benachbarten Ortsteilen Fallersleben und Ehmen zurückführen.

## Geschichte
Die erste Erwähnung einer Schule in Sülfeld geht auf das Jahr 1619 zurück, als acht Jahrgänge im Küsterhaus unterrichtet wurden. Die Schule wurde auch von Kindern aus Nachbarorten besucht.
Bis in die 1950er-Jahre diente das 1853 errichtete Küsterhaus als Schulgebäude, das außerdem  Wohnhaus und Viehstall war. Der Schulbetrieb wurde während des Zweiten Weltkrieges durch den Kriegsdienst des einzigen Lehrers unterbrochen. Die Schüler des Ortes besuchten stattdessen die Schule des Nachbarortes Ehmen. Nach dem Krieg war das Schulgebäude durch die zahlreichen Kinder aus Flüchtlingsfamilien überlastet. Im Jahre 1948 erhöhte sich die Zahl der Schüler auf 144. Am 18. Februar 1955 konnte ein neues Schulgebäude eingeweiht werden. Unter Schulleiter Habermann (1955–1965) zeigte sich, dass der Neubau gravierende bauliche Mängel aufwies und nur eingeschränkt genutzt werden konnte. Deswegen wurde das ehemalige Küsterhaus weiter als Schule genutzt wurde. Die Schülerzahl stieg auf 155 Kinder, sodass sich bereits in den 1950er Jahren Platzmangel abzeichnete.
1970 wurde die Schule Sülfeld in eine Grundschule und Oberstufe geteilt. Während die  Grundschule  in Sülfeld verblieb wurden die anderen Klassen wurden mit einer eingerichteten Busverbindung nach Fallersleben auslagert. Trotz des unsicheren Fortbestands der Sülfelder Schule wurde am 27. September 1965 ein Schulanbau eingeweiht.
Unter der Schulleiterin Mechthild Helmkamp (2008–2014) wurde die Schule 2013 zur Ganztagsschule ausgeweitet und die schulische Ausstattung verbessert. Der Anbau eines Mensagebäudes als Grundlage der neuen Ganztagsschule wurde 2013 fertiggestellt, hinzu kam die Erweiterung des Außenbereiches und die Einrichtung einer Schulbibliothek.

## Struktur des Schulkomplexes
Die Grundschule gliedert sich in vier zusammenhängende Gebäude unterschiedlicher Baujahre.
In den Jahren 2015 bis 2019 stieg die Anzahl der Schüler um gut ein Drittel an, sodass die Räumlichkeiten nicht mehr ausreichend waren. Zur Erweiterung wurden als Provisorium Mobilbauten angeschafft, bis 2022 für ca. 3,5 Millionen Euro ein 460 m² großer Erweiterungsbau fertiggestellt wurde. Weitere Pläne zur Modernisierung des Schulkomplexes sehen u. a. eine Erweiterung des Mensabereiches, die Digitalisierung des bestehenden Altbaus und die Erneuerung der Außenanlagen vor.
Der Außenbereich des Schulgeländes verfügt über Tischtennisplatten, einen Schulgarten, Spielplatz und mehrere Klettergerüste. Für den Sportunterricht wird die nahegelegene Turnhalle des TSV-Sülfeld genutzt.

## Schulkonzepte

### Sülfit
Das von Lehrkräften und Erziehungsberechtigten initiierte Gesundheitspräventionsprojekt Sülfit zielt darauf ab, das Gesundheitsbewusstsein von Schülerinnen und Schülern zu fördern. Von Klasse 1–4 werden die Themen Körperbewusstsein, Sinneswahrnehmung, Ernährung, Selbstbehauptung, Bewegung und Suchtprävention behandelt.

### Musik
Alle Klassen der Grundschule nehmen regelmäßig an dem Singprojekt Klasse! Wir singen teil.

### Sport
Die Grundschule Sülfeld nimmt jährlich an dem Sportwettbewerb Bundesjugendspiele teil.